# Рунду
Рунду (англ. Rundu) — город в Намибии, административный центр области Восточное Каванго.

## Географическое положение
Город расположен на границе с Анголой. Высота центра НП составляет 1105 метров над уровнем моря. Близ Рунду омурамба Оматако впадает в реку Окаванго.

## Климат
| Показатель                    | Янв. | Фев. | Март | Апр. | Май  | Июнь | Июль | Авг. | Сен. | Окт. | Нояб. | Дек. | Год  |
| ----------------------------- | ---- | ---- | ---- | ---- | ---- | ---- | ---- | ---- | ---- | ---- | ----- | ---- | ---- |
| Средний суточный максимум, °C | 30,9 | 30,1 | 30,3 | 30,0 | 28,4 | 26,1 | 26,4 | 29,5 | 33,2 | 34,6 | 32,7  | 32,1 | 30,4 |
| Средний суточный минимум, °C  | 18,8 | 18,4 | 17,6 | 15,0 | 10,1 | 6,0  | 5,7  | 8,4  | 13,4 | 17,8 | 18,4  | 18,5 | 14,0 |
| Норма осадков, мм             | 146  | 148  | 87   | 38   | 12   | 0    | 0    | 0    | 2    | 20   | 58    | 85   | 596  |
| Источник: WetterKontor        |      |      |      |      |      |      |      |      |      |      |       |      |      |

## Транспорт
В Рунду имеется аэропорт Рунду.

## Демография
Население города по годам:
| 1981   | 1991   | 2001   | 2010   |
| ------ | ------ | ------ | ------ |
| 12 300 | 19 366 | 44 413 | 81 501 |

## Города-побратимы
- Ньивегейн, Нидерланды (1994)[4].
- , Виндхук, Намибия (2008)[5]
- Чебоксары, Россия (2009)[6].